# سیارک ۱۲۳۹۹
سیارک ۱۲۳۹۹ (به انگلیسی: 12399 Bartolini، نامگذاری:1995OD) دوازده هزار و سیصد و نود و نهمین سیارک کشف شده‌است که در ۱۹ ژوئیه ۱۹۹۵ کشف شد.
قدر مطلق سیارک برابر ۱۵٫۰۰ است.